# Imicles carrii
Imicles carrii är en svampart som först beskrevs av Morgan-Jones, och fick sitt nu gällande namn av Shoemaker & Hambl. 2001. Imicles carrii ingår i släktet Imicles, divisionen sporsäcksvampar och riket svampar.   Inga underarter finns listade i Catalogue of Life.